# Bienenwachstuch

Aufbau eines Bienenwachstuchs

Bienenwachstücher bestehen aus Stoff, der mit Bienenwachs, Baumharz oder pflanzlichem Öl imprägniert ist. Die Tücher ermöglichen es durch ihre natürlichen Materialeigenschaften, Lebensmittel einzupacken und frisch zu halten.

## Verwendung
Bienenwachstücher können zum Einpacken, Abdecken, Lagern, Transportieren oder Einfrieren von Lebensmitteln wie Brot, Käse, Gemüse und Obst verwendet werden. Aufgrund ihrer natürlichen antibakteriellen Eigenschaften können Bienenwachstücher dazu beitragen, Lebensmittel frisch zu halten und sie vor dem Austrocknen zu schützen. Die Tücher lassen sich mithilfe der Wärme der Hände an die Form der Lebensmittel anpassen und bilden eine natürliche Barriere gegen Feuchtigkeitsverlust und Luft. Bienenwachstücher können über rund ein Jahr hinweg mehrfach verwendet und dann je nach Stoffqualität auch neu imprägniert werden.

## Rezeptur und Herstellung
Bienenwachstücher bestehen üblicherweise aus Stofftüchern, Bienenwachs und Öl sowie eventuell Harz. Bei den verwendeten Stofftüchern sollte es sich um Textilien handeln, die für den Kontakt mit Lebensmitteln geeignet sind. Häufig werden saugfähige Stoffe wie Baumwolle, Leinen oder Hanf verwendet. Für die Herstellung von Bienenwachstüchern werden Wachs und Öl vermischt und erhitzt, sodass das Wachs schmilzt. Um dem Tuch mehr Stabilität zu verleihen, kann zusätzlich Harz verwendet werden. Anschließend wird das Stofftuch mit der flüssigen Mischung überzogen.

## Einfärbung und Farbechtheit
Bienenwachstücher gibt es in einer Vielzahl von Farben und Mustern. Hersteller verwenden eine breite Palette an Farben und Designs, um den individuellen Geschmack ihrer Kunden zu erfüllen. So können auch individuell gestaltete Bienenwachstücher mit Logos oder Wunschdesign be- und hergestellt werden. Prinzipiell stehen zwei Methoden der Motivanordnung für Bienenwachstücher zur Verfügung: der Positionsdruck, bei dem jedes Tuch positionsgetreu gedruckt werden soll, und der Streudruck, bei dem das gewünschte Motiv als Endlosmuster produziert wird. Letzterer eignet sich besonders gut für Großbestellungen, da weniger Verschnitt anfällt. Die Baumwollstoffe werden in der Regel vor dem Bewachsen bedruckt.

## Wachsblüten

Buntes Bienenwachstuch mit kleinen, weißen Wachsblüten

Auf der Oberfläche von Bienenwachstüchern können sich, wie bei allen Produkten aus Bienenwachs, kristalline Muster bilden, sogenannte Wachsblüten. Als Hauptursache für die Entstehung der dünnen, weißlichen Ablagerungen wurde die sekundäre Kristallisation der ungesättigten Kohlenwasserstoffe aus Bienenwachs ermittelt. Bienenwachs besteht aus einer Vielzahl von Verbindungen, einschließlich langkettiger Kohlenwasserstoffe, Alkohole, Säuren und Ester. Wird das Wachs über längere Zeit gelagert, können einige dieser Verbindungen kristallisieren, sodass sich das Aussehen der Wachsoberfläche verändert. Die Hauptbestandteile dieser Ablagerungen sind ungesättigte Alkene. Analysen von Bienenwachs zeigten, dass die in Wachsblüten identifizierten chemischen Verbindungen natürlich im rezenten Bienenwachs vorkommen. Die Bildung der Wachsblüten ist demnach ein natürlicher Prozess und beeinträchtigt nicht die Qualität des Bienenwachsproduktes. Hingegen unterstreicht sie die natürliche Herkunft und Reinheit des verwendeten Bienenwachses.

## Qualitäts- und Gesundheitsfragen
Wenn Bienenwachstücher neben Bienenwachs noch zusätzliche Stoffe wie Harze oder Kunststoffe enthalten, sollten sie nicht für fettige Lebensmittel wie Gebäck, Kuchen, Wurst oder Fleisch verwendet werden. Bei deren Verwendung könnten Wachsbestandteile auf die Lebensmittel übertragen werden. Ferner besteht vor allem bei der Verpackung von rohem Fleisch oder Fisch ein erhöhtes Übertragungsrisiko für Krankheitserreger durch unzureichend gereinigte Tücher. 
Das Bienenwachs selbst gilt als unbedenklich für den menschlichen Verzehr. Es ist inert und interagiert in keiner Weise mit dem menschlichen Verdauungssystem. Sofern ausschließlich Bienenwachs entsprechend den Reinheitsanforderungen der Verordnung (EU) Nr. 231/2012 zur Beschichtung der Tücher verwendet wird, sind diese Übergänge laut dem Bundesinstitut für Risikobewertung (BfR) toxikologisch unbedenklich. Dass der Duft von Bienenwachs auf Lebensmittel übergeht, ist laut einem Beschluss des Verwaltungsgerichts Berlin von Mai 2024 teilweise gestattet.